# 어도비 캐릭터 애니메이터
어도비 캐릭터 애니메이터(Adobe Character Animator)는 실시간 라이브 모션 캡처와 멀티트랙 녹음 시스템을 결합하여 포토샵 또는 일러스트레이터에서 그린 일러스트레이션을 기반으로 레이어된 2D 퍼펫을 제어하는 데스크톱 애플리케이션 소프트웨어 제품이다. 어도비 애프터 이펙트 CC 2015부터 2017까지 자동으로 설치되며 크리에이티브 클라우드 전체 앱 구독의 일부로 별도로 다운로드할 수 있는 독립 실행형 애플리케이션으로도 사용할 수 있다. 라이브 및 비 라이브 애니메이션을 모두 제작하기 위한 실시간 2D 애니메이션을 생성하는 데 사용된다.

## 설명
캐릭터 애니메이터는 레이어된 어도비 포토샵 및 어도비 일러스트레이터 문서를 퍼펫으로 가져와서 동작을 적용한다. 그런 다음 퍼펫은 장면 패널과 타임라인 패널에서 볼 수 있는 장면에 배치된다. 리깅은 퍼펫 패널에서 설정되지만, 기본적인 리깅은 오른쪽 눈썹과 미소와 같은 특정 레이어 이름을 기반으로 완전히 자동적으로 이루어진다. 선택된 요소의 속성은 속성 패널에서 동작 매개변수를 포함하여 검사하고 변경할 수 있다. 라이브 입력에는 웹캠(얼굴 추적용), 마이크(라이브 립싱크용), 키보드(레이어 숨기기/표시 트리거용), 마우스(특정 핸들 변형용)가 포함된다.
장면의 최종 출력은 PNG 파일 시퀀스와 WAV 파일 또는 어도비 미디어 인코더가 지원하는 모든 비디오 형식으로 내보낼 수 있다. 라이브 출력은 Syphon 프로토콜(Mac 전용) 또는 Mac과 Windows 모두에서 Adobe Mercury Transmit를 통해 동일한 컴퓨터에서 실행되는 다른 애플리케이션으로 전송할 수 있다. 장면은 렌더링을 피하기 위해 다이내믹 링크를 사용하여 애프터 이펙트 및 프리미어 프로로 직접 가져올 수도 있다.

## 역사
캐릭터 애니메이터의 원래 코드명은 "Animal"이었다.
다음은 캐릭터 애니메이터 버전 목록이다.
| 출시일                                  | 버전      | 함께 제공된 소프트웨어         | 추가된 주요 기능 |
| --------------------------------------- | --------- | ------------------------------ | --- |
| 2015년 6월 15일                         | Preview 1 | After Effects CC 2015.0 (13.5) | 마커리스 얼굴 추적; 레이어된 PSD 및 AI 가져오기; WAV 및 AIFF 가져오기; PNG 시퀀스 내보내기; WAV 내보내기 |
| 2015년 7월 27일                         | Preview 2 |                                | 더 정확한 얼굴 추적 및 립싱크; 타임라인에서 트랙 순서 변경 및 스내핑; 투명도 그리드; 성능 향상; 버그 수정 |
| 2015년 11월 30일                        | Preview 3 | After Effects CC 2015.1 (13.6) | 퍼펫 메쉬의 강성을 제어하는 "스틱", 캐릭터 팔다리를 제어하는 멀티터치 제스처, 리깅된 퍼펫 공유 기능, 녹화 유연성 증가, 성능 향상                                                                                                   |
| 2016년 6월 21일 (2016년 4월 12일 발표)  | Preview 4 | After Effects CC 2015.3 (13.8) | 시각적 레이어 태깅, 향상된 립싱크, 어도비 미디어 인코더를 통한 내보내기, Syphon 지원, 모션 트리거, 자동 깜박임 |
| 2016년 11월 2일                         | Beta 5    | After Effects CC 2017 (14.0)   | 애프터 이펙트 및 프리미어 프로와의 다이내믹 링크, 공유 가능한 퍼펫 파일, Cycle Pause 태그, MP3 가져오기, PNG 시퀀스 가져오기, 속도 향상                                                                                            |
| 2017년 4월 19일                         | Beta 6    | After Effects CC 2017 (14.2)   | 자동 걷기 사이클, 비셈 편집기, Mercury Transmit를 통한 플랫폼 간 라이브 스트리밍 출력, 레이어 혼합 모드, 작업 공간 모드, 추가 언어 (간체 중국어, 포르투갈어, 이탈리아어, 스페인어, 러시아어, 한국어)                               |
| 2017년 10월 18일 (2017년 9월 14일 발표) | 1.1       | Creative Cloud 전체 앱의 일부  | Controls & Triggers 패널, MIDI 지원, 포즈-투-포즈 얼굴 & 눈 응시 애니메이션, 타임라인의 오디오 파형, 비셈을 애프터 이펙트로 복사 및 붙여넣기, 자동 연결, 클리핑 마스크, 레이어 선택기, 페이더, 충돌 & 다이내믹 태그, 향상된 립싱크 |
| 2017년 12월 11일                        | 1.1.1     | Creative Cloud 전체 앱의 일부  | 사소한 UI 변경 및 버그 수정 |
| 2018년 4월 3일                          | 1.5       | Creative Cloud 전체 앱의 일부  | 입자 물리, 장면 스냅샷, 향상된 트리거 UI, 테이크 및 트리거 복사 및 붙여넣기, 녹화 전 카운트다운, 사용자 정의 컨트롤 패널 버튼 아트                                                                                                 |
| 2018년 10월 15일 (2018년 9월 9일 발표)  | 2.0       | Creative Cloud 전체 앱의 일부  | Characterizer, 리플레이, 자석, 스쿼시니스, 어깨 및 엉덩이 태그, 히스토리 북마크 |
| 2019년 4월 3일                          | 2.1       | Creative Cloud 전체 앱의 일부  | 트위치용 캐릭터 트리거 확장, 비셈 기반 턱 움직임, 동작 검색 필터링, UI 개선 |
| 2019년 6월 17일                         | 2.1.1     | Creative Cloud 전체 앱의 일부  | 버그 수정 |
| 2019년 11월 4일                         | 3.0       | Creative Cloud 전체 앱의 일부  | 키프레임, 장면 카메라, 트리거 가능한 오디오, 모션 라인, 리깅 문제 패널, 태그 및 트리거 검색 필터링 |
| 2019년 12월 9일                         | 3.1       | Creative Cloud 전체 앱의 일부  | 트리거 레이블, 프로젝트 항목 검색 필터 |
| 2020년 2월 19일                         | 3.2       | Creative Cloud 전체 앱의 일부  | 키프레임 타임 스트레칭, 리플레이 관련 개선, 새로운 키보드 단축키, Pin, Dragger, Dangle 도구에 해당하는 동작 자동 추가 |
| 2020년 5월 18일                         | 3.3       | Creative Cloud 전체 앱의 일부  | 피드백 버튼, 다이내믹 링크 위 마커, 타임라인 검색 필터, 오디오 트랙 볼륨 조절 |
| 2020년 6월 15일                         | 3.3.1     | Creative Cloud 전체 앱의 일부  | 버그 수정, 새 아이콘 |
| 2020년 10월 20일                        | 3.4       | Creative Cloud 전체 앱의 일부  | 음성 인식 애니메이션, 향상된 립싱크, 팔다리 IK, 테이크 병합 |
| 2021년 2월                              | 3.5       | Creative Cloud 전체 앱의 일부  | 타임라인 스내핑 옵션 |
| 2021년 3월 10일                         | 4.0       | Creative Cloud 전체 앱의 일부  | 새로운 파일 형식 (더 빠르고, 더 작고, 손상에 강함) |
| 2021년 5월 10일                         | 4.2       | Creative Cloud 전체 앱의 일부  | 손상된 프로젝트 자동 복구 |
| 2021년 7월 19일                         | 4.4       | Creative Cloud 전체 앱의 일부  | 네이티브 Apple 실리콘 지원, 더 빠른 음성 인식 애니메이션 |
| Oct 26, 2021                            | 22.0      | Creative Cloud 전체 앱의 일부  | 바디 트래커, 스마트 리플레이, 머리 & 몸통 터너, 업데이트된 예제 |
| Dec 13, 2021                            | 22.1.1    | Creative Cloud 전체 앱의 일부  | 퍼펫 메이커, 스크립트 기반 립싱크 |
| Feb 8, 2022                             | 22.2      | Creative Cloud 전체 앱의 일부  | 버그 수정 |
| April 11, 2022                          | 22.3      | Creative Cloud 전체 앱의 일부  | 버그 수정 |
| May 9, 2022                             | 22.4      | Creative Cloud 전체 앱의 일부  | 버그 수정 |
| June 21, 2022                           | 22.5      | Creative Cloud 전체 앱의 일부  | Starter 모드, 빠른 내보내기, 자동 스왑, 리더/팔로워 동작 |
| Oct 17, 2022                            | 23.0      | Creative Cloud 전체 앱의 일부  | 모션 라이브러리 |
| Dec 6, 2022                             | 23.1      | Creative Cloud 전체 앱의 일부  | 모션 라이브러리 강도 매개변수 및 현대화된 GPU 지원 |
| Aug 11, 2023                            | 23.6      | Creative Cloud 전체 앱의 일부  | Starter 모드의 사용자 정의 배경, 편집 가능한 리플레이 및 작업 영역 내 또는 중복되는 테이크 선택 |
| Oct 17, 2023                            | 24.0      | Creative Cloud 전체 앱의 일부  | 안정성 향상 및 버그 수정 |
| Feb 7, 2024                             | 24.2      | Creative Cloud 전체 앱의 일부  | 개선 및 안정성 업데이트 |
| Aug 21, 2024                            | 24.6      | Creative Cloud 전체 앱의 일부  | 개선 및 안정성 업데이트 |
| Oct 14, 2024                            | 25.0      | Creative Cloud 전체 앱의 일부  | 새로운 기능 없이 개선 및 안정성 업데이트 |

## 같이 보기
- Aniforms
- 어도비 애프터 이펙트
- 어도비 애니메이트 (이전 매크로미디어 플래시)